# Early Start
Early Start (também conhecido como Early Start with Christine Romans and Laura Jarrett) é um programa de televisão estadunidense exibido na CNN, e apresentado por Christine Romans e Laura Jarrett.

## Ligações externa
- «Sítio oficial»